# Canton d'Ailly-le-Haut-Clocher
Le canton d'Ailly-le-Haut-Clocher est un ancien canton français situé dans le département de la Somme et la région Picardie.

## Géographie
Ce canton était organisé autour d'Ailly-le-Haut-Clocher dans l'arrondissement d'Abbeville. Son altitude variait de 6 m (Long) à 136 m (Cramont) pour une altitude moyenne de 68 m.

## Administration
| Régime                           | Début | Fin                    | Conseiller                                  | Parti / Idéologie         | Parti / Idéologie | Observation                                                                                                   |
| -------------------------------- | ----- | ---------------------- | ------------------------------------------- | ------------------------- | --- | --- |
| Monarchie de Juillet             | 1833  | 1836                   | Jules de Carpentin                          |                           | Tiers parti | Propriétaire, maire de Gapennes Député (1837-1839)                                                            |
| Monarchie de Juillet             | 1836  | 1839                   |                                             |                           | | |
| Monarchie de Juillet             | 1839  | 1839 (refus de siéger) | Jean-Pierre Hecquet d'Orval                 |                           | | Directeur de la manufacture de tapis d'Abbeville Maire de Port-le-Grand puis conseiller municipal d'Abbeville |
| Monarchie de Juillet             | 1839  | 1848                   | Thomas Lefebvre-Dugrosriez                  |                           | Monarchiste | Propriétaire, maire d'Angenvilliers Député (1849-1851)                                                        |
| IIe République                   | 1848  | 1852                   | Adolphe Dupuis                              |                           | Conservateur | Propriétaire Maire de Gorenflos                                                                               |
| Second Empire                    | 1852  | 1855                   | M. Thuiller                                 |                           | | |
| Second Empire                    | 1855  | 1871                   | Adolphe Dupuis                              |                           | Conservateur | Propriétaire Maire de Gorenflos                                                                               |
| IIIe République                  | 1871  | 1874                   | Charles-François des Cressonnières-Dumoulin |                           | | Propriétaire Maire de Yaucourt-Bussus                                                                         |
| IIIe République                  | 1874  | 1880                   | Adolphe Dupuis                              |                           | Conservateur | Propriétaire Maire de Gorenflos                                                                               |
| IIIe République                  | 1880  | 1897 (décès)           | Ernest Gignon                               |                           | Républicain | Notaire Maire de Saint-Riquier                                                                                |
| IIIe République                  | 1897  | 1919                   | Eugène Villemant                            |                           | Républicain | Cultivateur Maire de Buigny-l'Abbé (1876-1919)                                                                |
| IIIe République                  | 1919  | 1930 (décès)           | François Oger                               |                           | Parti radical | Agriculteur Maire de Brucamps                                                                                 |
| IIIe République                  | 1930  | 1940                   | Édouard Duboille                            |                           | Parti radical | Médecin à Pont-Rémy                                                                                           |
| 1940-1944 - Occupation allemande |       |                        |                                             |                           | | |
| IVe République                   | 1945  | 1967                   | Bernard Maisant                             |                           | SFIO | Exploitant agricole Maire de Cramont (1945-1977)                                                              |
| Ve République                    | 1945  | 1967                   | Bernard Maisant                             |                           | SFIO | Exploitant agricole Maire de Cramont (1945-1977)                                                              |
| 1967                             | 1998  | Alain-Louis Jacques    |                                             | SE puis MDSF puis UDF-PSD | Médecin Maire d'Ailly-le-Haut-Clocher (1971-1995)                                                                                           | |
| 1998                             | 2015  | Daniel Dubois          |                                             | UDF-FD puis NC-UDI        | Maire d'Oneux (1989-2004), Conseiller municipal d'Oneux Président de la CCHC, Sénateur (2004-2020) Président du Conseil général (2004-2008) | |

### Conseillers d'arrondissement (de 1833 à 1940)
| Période                                  | Période | Identité                           | Étiquette | Qualité |
| ---------------------------------------- | ------- | ---------------------------------- | --------- | --- |
| 1833                                     | 1848    | Honoré François Lebrun (1799-1879) |           | Propriétaire - Maire d'Ailly-le-Haut-Clocher (1826-1841)                                                    |
|                                          |         |                                    |           | |
| 1919                                     | 1937    | Albert Bilhaut                     | RG        | Agriculteur, Président du Syndicat d'électrification, maire d'Ailly-le-Haut-Clocher                         |
| 1937                                     | 1940    | Odulphe Debray                     | Radical   | Cultivateur, maire d'Ergnies                                                                                |
| 1940                                     |         |                                    |           | Les conseils d'arrondissement ont été suspendus par la loi du 12 octobre 1940 et n'ont jamais été réactivés |
| Les données manquantes sont à compléter. |         |                                    |           | |

## Composition
Le canton d'Ailly-le-Haut-Clocher regroupait 20 communes et comptait 7 633 habitants (recensement de 2006 population municipale).
| Communes              | Population (2012) | Code postal | Code Insee |
| --------------------- | ----------------- | ----------- | ---------- |
| Ailly-le-Haut-Clocher | 863               | 80690       | 80009      |
| Brucamps              | 134               | 80690       | 80145      |
| Buigny-l'Abbé         | 318               | 80132       | 80147      |
| Bussus-Bussuel        | 264               | 80135       | 80155      |
| Cocquerel             | 199               | 80510       | 80200      |
| Coulonvillers         | 237               | 80135       | 80215      |
| Cramont               | 287               | 80370       | 80221      |
| Domqueur              | 267               | 80620       | 80249      |
| Ergnies               | 188               | 80690       | 80281      |
| Francières            | 174               | 80690       | 80344      |
| Gorenflos             | 255               | 80690       | 80380      |
| Long                  | 654               | 80510       | 80486      |
| Maison-Roland         | 110               | 80135       | 80502      |
| Mesnil-Domqueur       | 80                | 80620       | 80537      |
| Mouflers              | 88                | 80690       | 80574      |
| Oneux                 | 350               | 80135       | 80609      |
| Pont-Remy             | 1 532             | 80580       | 80635      |
| Saint-Riquier         | 1 246             | 80135       | 80716      |
| Villers-sous-Ailly    | 176               | 80690       | 80804      |
| Yaucourt-Bussus       | 211               | 80135       | 80830      |

## Démographie
| 1962  | 1968  | 1975  | 1982  | 1990  | 1999  | 2006  | 2009 |
| ----- | ----- | ----- | ----- | ----- | ----- | ----- | ---- |
| 7 090 | 7 297 | 6 870 | 6 686 | 6 825 | 7 043 | 7 633 | -    |